# Lathronympha
Lathronympha is een geslacht van vlinders van de familie bladrollers (Tortricidae), uit de onderfamilie Olethreutinae.

## Soorten
- L. albimacula Kuznetsov, 1962
- L. balearici Diakonoff, 1972
- L. christenseni Aarvik & Karsholt, 1993
- L. irrita Meyrick, 1935
- L. sardinica Trematerra, 1995
- L. strigana - Hertshooibladroller (Fabricius, 1775)